# Bis(s) zum ersten Sonnenstrahl – Das kurze zweite Leben der Bree Tanner
Bis(s) zum ersten Sonnenstrahl – Das kurze zweite Leben der Bree Tanner (englischer Originaltitel: The Short Second Life of Bree Tanner) ist ein 2010 erschienener Roman der US-amerikanischen Jugendbuchautorin Stephenie Meyer und ist ein Spin-off-Roman zur Bis(s)-Serie. Die Geschichte handelt von der Jungvampirin Bree Tanner, einem Nebencharakter in Meyers Roman Bis(s) zum Abendrot. Die Handlung ist in der Sicht des neugeborenen Vampirs geschrieben und findet parallel zur Geschichte Bis(s) zum Abendrot statt.

## Handlung
Die Geschichte handelt von dem kurzen Leben des neugeborenen Vampirs Bree Tanner. Im Gegensatz zu der Familie Cullen, die sich komplett „vegetarisch“ ernährt, d. h. auf Menschenblut verzichtet und stattdessen Tierblut trinkt, dürstet es Bree nach menschlichem Blut. Die Handlung findet zunächst in Seattle, dann in Forks statt und beschreibt eine Zeitspanne von wenigen Tagen bis zum Kampf mit den Cullens und darauffolgender Vernichtung Brees durch die Volturi.
Bree lebt seit Monaten mit einer Horde wilder Jungvampire zusammen. Angeführt wird die Gruppe von einem Vampir namens Riley, den Bree nicht leiden kann und der die Neugeborenen sichtlich schwer unter Kontrolle halten kann. So kommt es immer wieder dazu, dass die Gruppe sich durch gewaltsame Ausschreitungen selbst dezimiert. Erschaffen werden die Vampire von der Vampirfrau Victoria, die sie selbst jedoch nie zu Gesicht bekommen. Nur Riley trifft sich regelmäßig mit ihr. Um sich selbst vor den aggressiven Vampiren zu schützen, verhält Bree sich innerhalb der Gruppe sehr unauffällig, indem sie sich hinter einem Vampir namens Fred versteckt, der eine besondere Gabe zu besitzen scheint: Andere Vampire verspüren eine unangenehme Abneigung ihm gegenüber, die es ihnen kaum möglich macht, ihn überhaupt anzusehen, geschweige denn, ihm näher zu kommen. 
Bei einem Streifzug durch Seattle schließt Bree, anfangs widerwillig, Freundschaft mit dem Vampir Diego und verliebt sich in ihn. Zusammen stellen sie im Folgenden fest, dass Riley sie in einigen Aspekten angelogen hat: So glauben die Neugeborenen zum Beispiel, dass sie im Sonnenlicht verbrennen würden, obwohl das nicht stimmt. Sie versuchen, die Wahrheit und den Grund für ihre Existenz herauszufinden, wobei sie Riley und Victoria ausspionieren. Daraufhin beschließen sie, zusammen wegzulaufen. Vorher will Diego jedoch Riley allein zur Rede stellen und kehrt danach nicht mehr zum Haus, in dem die Neugeborenen sich verstecken, zurück. Stattdessen erzählt Riley nach seiner Rückkehr den Neugeborenen, dass ein benachbarter Vampirzirkel, die Cullens, ihnen Seattle als Jagdrevier streitig machen möchte und dass sie dieses verteidigen müssten. Die neugeborenen Vampire werden daraufhin für einen bevorstehenden Kampf ausgebildet. Riley selbst weiß jedoch nicht, dass Victoria in Wahrheit ihren von Edward getöteten Partner James durch den Tod Edwards menschlicher Freundin Bella rächen möchte. Unter vier Augen erzählt Riley der beunruhigten Bree, dass Diego bei Victoria sei und sie ihn am Tag des Kampfes wiedertreffen würde. Als der Tag gekommen ist und Bree Diego dennoch nirgendwo entdecken kann, begreift sie, dass Riley und Victoria ihn bereits vor Tagen getötet haben müssen. 
Im Kampf werden die Neugeborenen besiegt und Bree überlebt nur, weil sie nicht gegen die Cullens kämpfen möchte. Die Cullens beschließen, sie zu verschonen und ihr eine Chance für einen Lebenswandel zu geben. Sie wähnt sich in Sicherheit, bis die italienischen Volturi, der älteste Vampirzirkel und „Vampirpolizei“, am Ort des Geschehens auftauchen. Ungeachtet dessen, dass Bree nichts von den Gesetzen der Volturi wusste und sich deshalb auch nicht an solche halten konnte, vernichten die Volturi die junge Neugeborene als Strafe für die zu auffällig begangenen Morde in Seattle mit der Begründung, dass die Volturi keine zweiten Chancen geben.

## Erfolg
Das Buch war 7 Wochen lang im Jahr 2010 auf dem Platz 1 der Spiegel-Bestsellerliste.

## Bisherige Bücher aus der Reihe
- Bis(s) zum Morgengrauen
- Bis(s) zur Mittagsstunde
- Bis(s) zum Abendrot
- Bis(s) zum Ende der Nacht